# Winthemia aurea
Winthemia aurea är en tvåvingeart som beskrevs av Shima, Chao och Zhiang 1992. Winthemia aurea ingår i släktet Winthemia och familjen parasitflugor.
Artens utbredningsområde är Yunnan (Kina). Inga underarter finns listade i Catalogue of Life.